# Hammerstad
Hammerstad är en tidigare tätort i Eidsvolls kommun i Akershus fylke i sydöstra Norge. Orten ligger vid fylkesväg 181, vid sidan av Europaväg 6, väster om kommunens centralort Eidsvoll.
Sedan 2014 räknas bebyggelsen i orten som en del av tätorten Eidsvoll.